# Lo!
Lo! (oder auch Look and Behold genannt) ist eine australische Sludge- und Post-Metal-Band aus Sydney, die 2007 gegründet wurde.

## Geschichte
Die Band wurde im Januar 2007 von dem Gitarristen Carl Whitbread gegründet, nachdem sich seine vorherige Gruppe Omerata aufgelöst hatte. Nach einer ersten Veröffentlichung im Jahr 2010 schlossen sich im folgenden Jahr Auftritte zusammen mit The Nation Blue, Russian Circles und Doomriders an. Nachdem die Band einen Plattenvertrag bei dem deutschen Label Pelagic Records unterzeichnet hatte, erschien hierüber Ende 2011 das Debütalbum Look and Behold. 2012 hielt die Gruppe Konzerte mit The Ocean, EyeHateGod und Russian Circles ab. Zudem war sie im Juli auf dem Slaughterfest zu sehen. Anfang 2013 erschien bei Pelagic Records das zweite Album Monstrorum Historia. Nach einer Europatournee mit The Ocean und Cult of Luna, unternahm die Gruppe eine kurze Tour durch Australien mit High Tension. Unmittelbar danach verließ der Sänger Jamie-Leigh Smith die Besetzung und wurde etwa einen Monat später durch Sam Dillon ersetzt. Im selben Jahr war die Band außerdem auf dem Roadburn Festival vertreten. 2014 hielt die Band Tourneen mit Corrosion of Conformity, Palm, Trivium und Colossvs ab. 2017 erschien das dritte Album Vestigial.

## Stil
Patrick Schmidt vom Rock Hard schrieb in seiner Rezension zu Look and Behold, dass hierauf Post-Hardcore zu hören ist, der sich zwischen Cult of Luna, Breach und Burst bewege. Die Musik sei rhythmisch agil und variabel, wobei man „genreartiges, stereotypes Riff-Gewalze“ nicht vorfinden könne. Bei der Geschwindigkeit der Songs sowie bei dem Gesang gebe sich die Gruppe facettenreich und auch sonst sei die Musik abwechslungsreich. Anton Kostudis von Metal.de stellte in seiner Rezension zu Monstrorum Historia fest, dass hierauf keine wesentlichen Veränderungen im Vergleich zum Vorgänger vorliegen. Die Gruppe spiele weiterhin eine Mischung aus Sludge und Hardcore Punk und streue dabei gelegentlich progressive Elemente ein. Besonders auf der zweiten Albumhälfte gebe sich die Gruppe melodischer, das Songmaterial wirke dabei homogener und ausgereifter als beim Vorgänger, der verschachtelter und bemüht klinge. Phasenweise erinnere der Gesang an die Band Abraham auf ihrem Album An Eye on the Universe. Hendrik Lukas, ebenfalls vom Rock Hard, befand, dass Vestigial zu dynamisch ist, sodass man keinen Zugang zu den Songs finde: Die Gruppe wechsele abrupt zwischen schnell und langsam, laut und leise sowie viel Information und „spartanische[m] Geklimper“. Christina Wenig vom Metal Hammer rezensierte das Album ebenfalls und stellte fest, dass hierauf „[d]ystopische Klänge für eine Welt, die vor die Hunde geht“ zu hören sind, was durch die brutale und düstere Musik bewirkt werde. Insgesamt beschrieb sie den Stil als Sludge, wobei aber auch Einflüsse aus Grindcore, Crustcore, Post-Black-Metal, Post-Metal, Doom Metal und Hardcore Punk vorhanden seien. Trotz der hohen Dynamik und des Abwechslungsreichtums klinge das Album „wie aus einem Guss“. Als vergleichbare Bands nannte sie Old Man Gloom, Earth Ship und Inter Arma.

## Diskografie
- 2011: Look and Behold (Album, Pelagic Records)
- 2013: Monstrorum Historia (Album, Pelagic Records)
- 2015: The Tongueless (EP, Pelagic Records)
- 2017: Vestigial (Album, Pelagic Records)
- 2023: The Gleaners (Album, Pelagic Records)